# ساشا جيلوفاك
ساشا جيلوفاك هو لاعب كرة قدم صربي في مركز الهجوم، ولد في 14 يناير 1981 في يوغوسلافيا. لعب مع أوليمبياكوس فولو وفوكيكوس ونادي بانيتوليكوس ونادي سيليكس ونادي شكينديا.